# 동일면
동일면(東日面)은 대한민국 전라남도 고흥군의 면이다.

## 개요
동일면은 고흥군 소재지로부터 동남쪽으로 28 km 떨어진 곳에 위치하고 있다. 전통적인 반농반어의 1차 산업구조와 미맥위주 영농을 하고 있다. 동일면에는 자연을 체험할 수 있는 동포갯벌체험장과 다도해 해상국립공원을 아우르는 덕흥해수욕장이 있다.

## 역사
- 1964년 10월 10일 : 봉래면 내도출장소 설치
- 1990년 7월 1일 : 내도출장소가 봉래면에서 분리되어 동일면으로 승격

## 하위 행정 구역
| 법정리 | 한자명 | 행정리                 | 비고 |
| ------ | ------ | ---------------------- | ---- |
| 봉영리 | 鳳榮里 | 봉남, 대영, 소영, 와교 |      |
| 백양리 | 白楊里 | 사동, 동포, 양화, 신초 |      |
| 덕흥리 | 德興里 | 덕흥, 덕양, 구룡       |      |
| 3개리  |        | 11행정리               |      |

## 교육
- 백양초등학교 (백양리)
- 덕흥초등학교 (폐교) - 동일면 덕양서원길 119 (덕흥리)
- 고흥백양중학교 (백양리)